# Wii Fit
Wii Fit (japanski Wiiフィット Wī Fitto) ime je za videoigru koju je dizajnirao nintendov djelatnik Hiroshi Matsunaga za igraću konzolu Nintendo Wii. Igra je bila izdana 1. prosinca 2007. godine.  Wii Fit je igra za tjelesnu vježbu koja se sastoji od skupa aktivnosti koja rabi ulaznu jedinicu Wii Balance Board (Wii ploču za balansiranje). Od ožujka 2012. godine Wii Fit je došao i još (2014.) stoji na 3. mjestu od 20 najprodavanijih videoigara za konzole u svijetu, za igre koje nisu bila prodavane skupa u paketu s kozolom s ukupno 22,67 milijuna prodanih primjeraka.